# Alma (Texas)
Alma város az USA Texas államában, Ellis megyében. Lakosainak száma 373 fő (2020. április 1.).

## Népesség
A település népességének változása:

| 2010 | 331 |
| 2020 | 373 |